# 2014 AA
2014 AA ist die Bezeichnung für einen kleinen Asteroiden (2 bis 3 m Durchmesser), der am 1. Januar 2014 im Rahmen des Catalina Sky Survey von Richard A. Kowalski entdeckt wurde. Nach der Meldung an das Minor Planet Center stellte sich bei Berechnung der Bahnparameter heraus, dass der Asteroid wahrscheinlich in den frühen Morgenstunden des 2. Januar über dem Atlantik in die Erdatmosphäre eintreten würde. Dies war erst das zweite Mal (nach 2008 TC3), dass ein Himmelskörper erst kurz vor seiner Kollision mit der Erde entdeckt wurde. Der kleine Asteroid dürfte wegen seiner geringen Größe nahezu vollständig verglüht sein. Der Infraschall des Ereignisses konnte von drei Stationen aufgezeichnet werden. Aus den Daten ermittelte Peter Brown von der University of Western Ontario den Atmosphäreneintritt bei etwa 12° 0′ 0″ N, 40° 0′ 0″ W.